# Hontanx
Hontanx – miejscowość i gmina we Francji, w regionie Nowa Akwitania, w departamencie Landy.
Według danych na rok 1990 gminę zamieszkiwały 513 osoby, a gęstość zaludnienia wynosiła 17 osób/km² (wśród 2290 gmin Akwitanii Hontanx plasuje się na 704. miejscu pod względem liczby ludności, natomiast pod względem powierzchni na miejscu 281.).